# Cattedrale di Guarda
La cattedrale dell'Immacolata Concezione (in portoghese: Catedral de Nossa Senhora da Consolação o Sé Catedral de Guarda) è la cattedrale cattolica di Guarda, in Portogallo, e sede della diocesi di Guarda.

## Storia
La prima cattedrale è stata eretta in seguito alla richiesta di re Sancho I a papa Innocenzo III perché trasferisse la sede della diocesi di Egitania alla città di Guarda. La costruzione originaria era in stile romanico, ma di essa non rimane nulla. 
Sancho II fece costruire una seconda cattedrale, dove oggi sorge la chiesa della Misericordia, completata nel XIV secolo, successivamente distrutta in seguito alla decisione di re Ferdinando di modificare le mura della città, per paura che la conquista della città.
La costruzione dell'attuale cattedrale risale alla fine del XIV secolo, durante il regno di Giovanni I. I lavori si protrassero per lungo tempo e solo nel regno di Giovanni III, nel XVI secolo, videro la fine. L'edificio è quindi uno dei monumenti portoghesi del tardo gotico, con chiara evidenza l'influenza dello stile manuelino.
Un primo importante restauro si ebbe nel 1898 sotto la direzione dell'architetto Rosendo Carvalheira. Quindi la chiesa fu chiusa al culto durante la fondazione della Repubblica, con la scusa di garantire un restauro mai intrapreso, e fu riaperta solo il 21 giugno del 1921 per la consacrazione episcopale di José do Patrocínio Dias, vescovo di Beja e originario di Covilhã, nella diocesi di Guarda.